# Kowale (województwo łódzkie)
Kowale – wieś w Polsce położona w województwie łódzkim, w powiecie sieradzkim, w gminie Sieradz.
W latach 1975–1998 miejscowość administracyjnie należała do województwa sieradzkiego.

## Części wsi
| SIMC    | Nazwa       | Rodzaj    |
| ------- | ----------- | --------- |
| 0713770 | Osetków     | część wsi |
| 0713786 | Zgoda       | część wsi |
| 0713792 | Żerosławice | część wsi |